# Акала Гарретт
Акала Гарретт (англ. Akala Garrett, нар. 10 травня 2005) — американська легкоатлетка, яка спеціалізується у бар'єрному бігу.

## Спортивні досягнення
Чемпіонка світу серед юніорів у бігу на 400 метрів з бар'єрами (2022) та в естафетному бігу 4×400 метрів (2022).